# Victor Schmieden
Victor Schmieden (* 19. Januar 1874 in Berlin; † 11. Oktober 1945 in Lichtenberg im Odenwald) war ein deutscher Chirurg und Hochschullehrer.

## Familie
Victor Gottfried Otto Schmieden wurde als Sohn des Geheimen Baurats Heino Schmieden und dessen Ehefrau Elise geb. Meyer geboren. Zu den bekanntesten Bauten des Vaters gehört das Gewandhaus Leipzig und das Völkerkundemuseum Berlin. 
Am 14. März 1904 heiratete Schmieden Wanda Saenger, mit der er die drei gemeinsamen Kinder Johanna (1905), Gerhard (1907) und Heino (1909) hatte.

## Leben
Nach dem Abitur 1892 am Joachimsthalschen Gymnasium studierte Schmieden an der Albert-Ludwigs-Universität Freiburg, der Ludwig-Maximilians-Universität München, der Friedrich-Wilhelms-Universität Berlin und der Rheinischen Friedrich-Wilhelms-Universität Bonn. 1893 schloss er sich dem Corps Rhenania Freiburg an. 1900 wurde er auch Mitglied des Corps Guestphalia Bonn. Mit einer Dissertation zur Magenchirurgie wurde er 1897 zum Dr. med. promoviert.
1903 habilitierte er sich mit einer Arbeit über Karzinome. 1907 wechselte er mit seinem Mentor August Bier an die Charité. Dort wurde er 1908 zum außerordentlichen Professor ernannt. Schmieden wurde 1913 Ordinarius für Chirurgie an der Friedrichs-Universität Halle. 1916 wurde er in die Deutsche Akademie der Naturforscher Leopoldina gewählt. Im Ersten Weltkrieg diente Schmieden als Stabsarzt d. R. vor allem an der Westfront (Erster Weltkrieg). Die dabei gemachten Erfahrungen verarbeitete Schmieden in seinem 1917 erschienenen Lehrbuch der Kriegschirurgie. 
Ende 1919 kehrte Schmieden auf seinen Lehrstuhl in Halle zurück, wo er das Dekanat der Medizinischen Fakultät übernahm. Rufe der Ruprecht-Karls-Universität Heidelberg und der Julius-Maximilians-Universität Würzburg lehnte er ab. Am 1. Oktober 1919 folgte er dem Ruf der neuen Johann Wolfgang Goethe-Universität Frankfurt am Main. In den Folgejahren richtete er zahlreiche Spezialabteilungen ein, so 1921 eine Abteilung für Knochentuberkulose, 1929 die Röntgendiagnostische Klinik und 1931 die Unfallchirurgische Klinik. 1939 wurde die Neurochirurgische Abteilung an die Chirurgische Universitätsklinik angeschlossen. 
1927/28 und 1938/39 amtierte Schmieden als Dekan der Medizinischen Fakultät. Im Jahre 1928 stiftete ein Patient von Schmieden, August Scheidel, die Scheidel-Stiftung mit einem Kapital von 1 Mio. Reichsmark. Schmieden, der seit 1932 die Nationalsozialistische Deutsche Arbeiterpartei gewählt hatte, wurde nach der Machtergreifung der Nationalsozialisten 1933 förderndes Mitglied der SS. Im selben Jahr wurde er zum Prodekan der Frankfurter Universität ernannt. Schmieden war einer der Mitverantwortlichen bei der Gleichschaltung der ärztlichen Vereinigungen. 1937 wurde er Mitglied der NSDAP. Während des Zweiten Weltkriegs wurde er zum Generalarzt ernannt. 1944 verlieh ihm Adolf Hitler anlässlich seines 70. Geburtstags die Goethe-Medaille für Kunst und Wissenschaft.
Mit Ferdinand Sauerbruch gab Schmieden 1933 eine »Chirurgische Operationslehre« heraus. Er war Mitherausgeber des Zentralblatts für Chirurgie. Nach ihm benannt ist eine Darmnaht bei Operationen der Viszeralchirurgie, bei der die vom Bauchfell überzogene Außenwand des Darms eingestülpt wird. Von 1919 bis 1945 war er Beratender Chirurg der Reichswehr und der Wehrmacht.

## Ehrungen
Ein Teil der Vogelweidstraße beim Frankfurter Universitätsklinikum hieß ab 1988 Victor-Schmieden-Straße. Nach intensiver öffentlicher Diskussion wurde sie nach dem Rosenzüchter Conrad Peter Straßheim (1850–1923) in Straßheimstraße umbenannt.

## Schriften (Auswahl)
- Der chirurgische Operationskursus. 6., unveränderte Auflage. J. A. Barth, Leipzig 1919.
- Zur Behandlung des Leistenbruchs, ein neues Operationsprinzip. In: Archiv für klinische Chirurgie. Band 157, 1927.
- Lehrbuch der Kriegschirurgie. 3., völlig umgearbeitete Auflage. J. A. Barth, Leipzig 1937.
- Zur Operationsindikation bei der akuten Pankreasnekrose. In: Der Chirurg. Band 11, 1939, S. 274 ff.
- Die chirurgische Behandlung des Colon-Carcinoms. J. Springer, Berlin 1940.
- Die Verletzungen der Wirbelsäule. 2., durchgesehene Auflage. Enke, Stuttgart 1943.
- Geleitwort. In: Herbert Junghanns:  Anzeigen zur chirurgischen Behandlung bei inneren Erkrankungen. Leitfaden für Studenten und praktische Ärzte. Gustav Fischer, Jena 1943.